# L'Union des Gaz
L'Union des Gaz fu un'impresa francese per la produzione e distribuzione del gas illuminante, che ha gestito tale attività anche in alcune città italiane.

## Storia
L'impresa venne fondata a Parigi il 18 novembre 1854 in forma di società in accomandita col nome di L'Union des Gaz. Compagnie Générale de Production de coke métallurgique pour la traction des chemins de fer, et d'Extraction du gaz hydrogène pour l'éclairage des villes e la ragione sociale indicante i nomi degli accomandatari Orner Salomon et C°. Il capitale sociale era di cinque milioni di franchi francesi. L'oggetto sociale era la gestione dell'illuminazione e del riscaldamento a gas in Francia e all'estero. In Francia aveva la concessione del gas a Nîmes, Roanne, Cette, Rueil, Albi, Vienne, Beaucaire, Tarascona e Strasburgo. Il principale mercato estero della società era l'Italia con le concessioni di Milano, Genova, Parma, Modena ed Alessandria.
Nel 1857 il capitale sociale fu portato ad otto milioni di franchi e la ragione sociale divenne Goldsmid Grégor et Cie.
Negli anni successivi i soci accomandatari mutarono ancora e di conseguenza anche la ragione sociale, finché nel 1874 la società fu trasformata in società anonima, essendo nel frattempo intervenuta la legge 24 luglio 1867 che liberalizzava la costituzione delle società di capitali. La ragione sociale divenne Société de l'Union des Gaz. In tale occasione i tre quinti del capitale furono sottoscritti dalla compagnia inglese Continental Union Gas Company.
Nel 1905 il capitale sociale fu elevato a 35 milioni di franchi.
L'Union des Gaz cessò di esistere nel 1929, quando fu assorbita dalla Lyonnaise des Eaux.
Nel 1948 tutte le attività del gas francesi furono devolute alla neonata Gaz de France.

## Milano
L'illuminazione stradale a gas a Milano era stata inaugurata il 31 luglio 1845. Il gas veniva prodotto facendo bruciare una miscela di litantrace di Newcastle upon Tyne e di olio di scisto dei dintorni di Milano.
L'Union des Gaz ottenne la concessione per l'illuminazione di Milano nel 1859, dopo che le precedenti concessionarie si erano rivelate poco affidabili. L'officina del gas si trovava presso San Celso. Di qui partivano le tubazioni che illuminavano le principali vie del centro. I privati le cui case si affacciavano su queste vie potevano allacciarsi alla rete, ma il costo era tale da permettere l'allacciamento solo alle classi sociali superiori.
Intorno al 1867 la situazione era cambiata. Ormai anche la periferia era illuminata a gas ed il numero di utenti privati era salito a trentamila. Erano illuminate a gas anche la Biblioteca Braidense e la Galleria Vittorio Emanuele.
Nel 1881 la situazione era ulteriormente progredita. Ormai le utenze private avevano ampiamente superato il consumo di quella per l'illuminazione stradale. Molte imprese passavano dai macchinari a vapore a quelli alimentati a gas. Dato questo aumento dei consumi venne costruita una nuova officina del gas fuori da Porta Ludovica.
Negli ultimi decenni dell'Ottocento il consumo di gas diminuì a causa della contemporanea affermazione dell'energia elettrica sia per l'illuminazione urbana, sia come forza motrice nelle industrie.
Nel primo decennio del Novecento il gas si diffuse comunque come fonte di calore nelle case e perciò si rese necessaria la costruzione di un grande gasometro. Fu scelto il sito della Bovisa, perché il carbone potesse arrivarvi utilizzando i binari ferroviari da cui è circondato il quartiere, quelli delle Ferrovie dello Stato e quelli delle Ferrovie Nord Milano. Così nel 1905 fu inaugurato il grande gasometro di Milano, immortalato nei quadri di Sironi e nei romanzi di Testori.
La crisi successiva alla fine della prima guerra mondiale colpì l'Union des Gaz con difficoltà di approvvigionamento del carbone, tariffe imposte e rivendicazioni sindacali. Perciò nel 1920 venne fondata la Società gas e coke per la gestione della produzione e distribuzione del gas a Milano. Azionisti ne erano l'Union des Gaz insieme a nuovi soci.
Nel 1931, infine, l'Union des Gaz uscì completamente dalla distribuzione del gas a Milano, che passò alla SASPEP, un'impresa del gruppo Edison.

## Genova
Fino al 1846 le strade di Genova erano illuminate da lampioni a olio d'oliva.
Nel 1857 l'Union des Gaz ottenne la concessione per l'illuminazione a gas di Genova, subentrando alla società svizzero-tedesca Società per l'illuminazione a gas, che operava dal 1844. L'Union des Gaz ereditava anche l'officina del gas, che si trovava a Borgo Incrociati, dove ora sorge la chiesa dei Diecimila Martiri Crocifissi. La rete allora esistente illuminava le vie del centro da piazza Acquaverde a piazza San Domenico (l'odierna Piazza De Ferrari), nonché il Teatro Carlo Felice.
Nel 1868 il gas venne distribuito anche a Sampierdarena dove fu costruita una seconda officina del gas. Nei decenni successivi la distribuzione del gas venne gradualmente estesa a tutto il circondario di Genova, che fu completamente servito nel 1898.
Nel 1876 venne inaugurata la Galleria Mazzini che era illuminata a gas.
Nel 1899 Genova si collocava al terzo posto in Italia per consumo di gas, dopo Milano e Torino.
Nel 1907 venne inaugurata l'officina delle Gavette, a Staglieno, molto più grande di quella ereditata dalla precedente gestione. Conseguentemente, nel 1911, fu chiuso l'impianto di via Canevari. Intanto, però, si iniziava  la riconversione dell'illuminazione pubblica dal gas all'elettricità.
Nel 1922, alla scadenza della concessione dell'Union des Gaz, un consorzio di comuni guidato da quello di Genova rilevò l'azienda, che divenne Azienda Municipale del Gas e nel 1936 Azienda Municipalizzata Gas e Acqua (AMGA).